# La Hija de Dios
La Hija de Dios – gmina w Hiszpanii, w prowincji Ávila, w Kastylii i León, o powierzchni 12,5 km². W 2011 roku gmina liczyła 85 mieszkańców.